# Ivano Cardarelli
Ivano Cardarelli (Cittiglio, 16 aprile 1966) è un ex calciatore italiano, di ruolo difensore.

## Carriera
Esordisce con il Foligno, nel campionato di Serie C1 1983-1984 in cui scende in campo una sola volta. Nelle annate successive si ritaglia un posto da titolare nella formazione umbra, che nel giro di quattro stagioni passa dalla Serie C1 all'Interregionale.
In seguito milita nel Cuoiopelli e nel Celano, prima di approdare nel 1989 al Fano: con i marchigiani ottiene la promozione in Serie C1, e nel campionato 1990-1991 è terzino sinistro titolare nella formazione allenata da Francesco Guidolin. Le sue prestazioni con la maglia granata gli valgono l'ingaggio da parte del Modena, con cui debutta nel campionato cadetto 1991-1992, scendendo in campo 28 volte.
A fine stagione, tuttavia, non viene riconfermato, e passa al Ravenna, in Serie C1. Ai romagnoli rimane legato fino al gennaio 1997, ottenendo la promozione tra i cadetti nel 1994 e disputando altre 24 partite nel campionato di Serie B 1994-1995 concluso con la retrocessione. Nella stagione 1995-1996 si trasferisce temporaneamente al Montevarchi, squadra a cui fa ritorno nel gennaio 1997, quando lascia definitivamente il Ravenna.
In seguito veste per una stagione la maglia della Fermana, e chiude la carriera con un'annata nel Fiorenzuola, in Serie C2, portato dal direttore sportivo Gianni Rosati insieme a diversi suoi compagni di squadra nella Fermana.
Ha collezionato 52 presenze in Serie B, con le maglie di Modena e Ravenna.

## Palmarès

### Club

#### Competizioni nazionali
- Campionato italiano Serie C1: 1

Ravenna: 1992-1993
- Campionato italiano Serie C2: 1

Fano: 1989-1990